# Psilocerea turpis
Psilocerea turpis là một loài bướm đêm trong họ Geometridae.